# Никифоров, Протасий Иванович
Протасий Иванович Ники́форов (встречаются имя Юрий и фамилия Микифоров) (? — 1711) — русский государственный деятель, думный дьяк (1683).

## Биография
Первое упоминание Никифорова в чине подьячего приходится на 1655/1656 годы. Не позднее 1660/61 стал подьячим Тайного приказа, где служил до 1671 года. Во время и после окончания русско-шведской войны 1656-58 годов участвовал в составе русской дипломатической делегации в мирных переговорах 1658 и 1661 годов. В 1662-63 состоял при посольстве И. А. Желябужского в Англию и Великое герцогство Тосканское. Выполнял дипломатические поручения на мирных переговорах с поляками в 1664 и 1666-67 годах во время русско-польской войны 1654-67 годов.
В 1668 году по указу царя присоединился к посольству в Курляндии под руководством А. Л. Ордина-Нащокина. В 1671-82 и 1684 годах Никифоров — дьяк приказа Большого дворца. Думный дьяк Поместного приказа (1688-98) и Расправной палаты (1689-91). Состоял в посольстве Б. П. Шереметева в ранге великого и полномочного посла, которое в 1686 ратифицировало «Вечный мир» с Речью Посполитой, а затем в 1686-87 годах вело переговоры с императором Священной Римской империи Леопольдом I о создании военного союза против Османской империи и Крымского ханства. С 1698 года и минимум до 1700-го Никифоров являлся главой Холопьего приказа.